# Kovács Erzsébet (röplabdázó)
Kovács Erzsébet, Beslityné (Erdőbénye, 1934. január 14. – 2017. szeptember 19.) válogatott magyar röplabdázó.

## Pályafutása
1953-ban a budapesti Leövey Klára Közgazdasági Technikumban érettségizett. 1950 és 1953 között a Ganz TE illetve a Ganz Villany röplabdázója volt. 1953 és 1962 között a Vasas csapatában játszott.
1952 és 1961 között 54 alkalommal szerepelt a válogatottban.

## Sikerei, díjai
- Világbajnokság
  - 6.: 1952
- Európa-bajnokság
  - 6.: 1958
- Magyar bajnokság
  - bajnok: 1952–53 (terem), 1953, 1958–59, 1961–62
  - 2.: 1951, 1955, 1960–61
- Magyar kupa
  - győztes: 1951, 1952